# 射水市小杉文化ホール
射水市小杉文化ホール（いみずしこすぎぶんかホール）は、富山県射水市戸破1500番地に所在するホールである。愛称はアイザック小杉文化ホールおよびラポール。愛称については、アイザックが2008年4月1日以降ネーミングライツを所得している。

## 概要
1993年（平成5年）9月25日に「小杉町文化ホール」として開館。公益財団法人射水市文化振興財団が指定管理者として同施設を運営している。鉄筋コンクリート造の音楽専用ホールで、延床面積5,714 m2、総費用は41億円。設計は芦原建築設計研究所、建築主は小杉町（当時）、施工は佐藤工業北陸支店、日本海建興JV。平成5年度第24回富山県建築賞一般の部入賞。
ひびきホール（大ホール・音楽専用）
- 舞台（間口17 m、奥行10 m、高さ10 m、面積130 m2）
- 客席全818席（1F 534席、2F 204席、3F 80席）
- 舞台形式 - シューボックス

まどかホール（小ホール・多目的）
- 舞台（間口10 m、奥行6.5 m、高さ5 m、面積68 m2）
- 客席全240席（1F 168席、2F 72席）
- 舞台形式 - プロセニアム

この他、リハーサル室2室、会議室2室、和室1室、楽屋4室、控室1室、多目的ホール1室を備える。